# ارمان ایلیچاک
ارمان ایلیچاک (انگلیسی: Erman Ilıcak؛ زادهٔ ۳ اکتبر ۱۹۶۷) کارآفرین، سرمایه‌دار و مدیر اجرایی اهل ترکیه است، که هم‌اکنون به‌عنوان مالک و مدیرعامل شرکت رنسانس هلدینگ فعالیت می‌کند. در سال ۲۰۱۹ دارایی وی بالغ بر ۳ میلیارد دلار بود.